# Voyage (canção)
Voyage é o 27º single da cantora Ayumi Hamasaki, lançado em 26 de setembro de 2002. Esse é um dos dois single de Ayumi em que foi feito um curta-metragem no lugar de um vídeo clipe (sendo o outro Glitter / Fated lançado em 2007). O single é considerado um dos melhores da carreira da cantora, além de ter um ótimo desempenho nas paradas de sucessos. O single estreou em 1º lugar na Oricon e ficou nessa posição ficando por 28 semanas sendo seu single que mais ficou tempo nas tabelas da Oricon, o single vendeu um total de 679.463 cópias e se tornou o nono single mais vendido do ano. "Voyage" é o único single de Ayumi a ficar por três semanas consecutivas em 1º lugar, sendo seu único single a conseguir esse feito com exceção de A e H (sendo que A e H passaram três semanas não consecutivas em 1º lugar). 

## Informação
"Voyage" foi usada como música tema do filme japonês "Tsuki ni Shizumu", as imagens do filme foram usadas no lugar do vídeo clipe para o single, também foi usada como tema de encerramento da novela japonesa "My Little Chef". O single ganhou o prêmio de canção do ano em 2002 no Japan Record Awards.
Não existe um  vídeo clipe regular para "Voyage" no entanto um curta-metragem estrelado por Ayumi usando imagens do filme foi criado para que "Voyage" fosse usada como tema. A músicas assim como os outros singles lançados foi escritas por Ayumi e composta por ela junto com DAI.

## Faixas
| N.º | Título                          | Duração |  |
| 1.  | "Voyage"                        | 5:05    |  |
| 2.  | "HANABI "ELECTRICAL BOSSA MIX"" | 5:06    |  |
| 3.  | "independent "SUGIURAMN MIX""   | 5:45    |  |
| 4.  | "Voyage (Instrumental)"         | 5:05    |  |

## Oricon & Vendas
| Parada                           | Posição | Total de Vendas | Semanas |
| -------------------------------- | ------- | --------------- | ------- |
| Oricon Parada Diária de Singles  | 1       | 679,500         | 28      |
| Oricon Parada Semanal de Singles | 1       | 679,500         | 28      |
| Oricon Parada Anual de Singles   | 9       | 679,500         | 28      |